# Lichnochromis acuticeps
Рід Lichnochromis складається з єдиного виду риб родини цихлові  — Lichnochromis acuticeps 